# خسوس گامز
خسوس گامز (اسپانیایی: Jesús Gámez‎؛ زادهٔ ۱۰ آوریل ۱۹۸۵) یک بازیکن فوتبال اهل اسپانیا است که اکنون در پست مدافع برای تیم نیوکاسل یونایتد بازی می‌کند.
از باشگاه‌هایی که در آن بازی کرده‌است می‌توان به اتلتیکو مادرید، مالاگا و تیم ملی فوتبال زیر ۲۳ سال اسپانیا اشاره کرد.